# Suse Marquardt
Suse Marquardt  (* 1970) ist eine deutsche Casting-Direktorin für internationale und nationale Kino- und TV-Filme.

## Leben
Marquardt wuchs in Leipzig auf und zog nach dem Abitur nach Berlin. Dort studierte sie Geschichte und Germanistik, arbeitete als Galeristin und volontierte bei Tages- und Wochenzeitungen. Durch Nebenjobs knüpfte sie Kontakte zur Filmbranche und arbeitete ab Mitte der 1990er Jahre in diversen Assistenzen am Set großer Kino- und TV-Produktionen.
2001 macht sie sich mit ihrem eigenen Büro selbstständig, castete vorerst nationale und internationale Werbung und besetzte mit Hans Weingartners Film Die fetten Jahre sind vorbei (2004) ihren ersten Kinofilm.
Es folgten seitdem über 150 Kino- und TV-Filme.
Suse Marquardt ist Mitglied des International Casting Director Network, der Deutschen Filmakademie und der European Film Academy.
Ihr Sohn Hans (* 2008), ist Kinderdarsteller und gab sein Kino-Debüt in der Neuverfilmung von  Der Räuber Hotzenplotz als Kasperl.

## Filmografie (Auswahl)
- 2004: Die fetten Jahre sind vorbei
- 2013: Die Frau des Polizisten
- 2014: Zeit der Kannibalen
- 2014: Wir waren Könige
- 2015: Victoria
- 2015: Ich und Kaminski
- 2017: Das Verschwinden (Miniserie)
- 2017: Der namenlose Tag
- 2017: Magical Mystery
- 2017: Zwei im falschen Film
- 2018: Dogs of Berlin (Fernsehserie)
- 2019: 8Tage (Miniserie)
- 2019: Das Ende der Wahrheit
- 2020: Für immer Sommer 90
- 2020: Warten auf den Bus (Fernsehserie)
- 2020: Curveball
- 2020: Sløborn (Fernsehserie)
- 2020: Berlin Alexanderplatz
- 2021: Blackout (Miniserie)
- 2022: Das Begräbnis (Miniserie)
- 2022: Das Netz – Spiel am Abgrund (Miniserie)
- 2022: Der Überfall (Miniserie)
- 2022: Liebesdings (Miniserie)
- 2022: Wir sind dann wohl die Angehörigen
- 2022: Stasikomödie
- 2023: A Thin Line (Miniserie)
- 2023: Der Greif (Miniserie)